# Protosticta lepteca
Protosticta lepteca – gatunek ważki z rodziny Platystictidae.